# Della Reese
Della Reese (nacida  Delloreese Patricia Early; Black Bottom, Detroit; 6 de julio de 1931-Encino, Los Ángeles; 20 de noviembre de 2017) fue una actriz y cantante estadounidense, mitad afroestadounidense y mitad cheroqui, nominada al Grammy y al Emmy.

## Biografía
Empezó su carrera al final de los años cincuenta como una exitosa cantante de jazz. Su éxito más conocido fue en 1959 con su sencillo "Don't You Know". Después en su carrera, se reveló como una actriz muy exitosa, siendo Tess su interpretación más conocida en el show para la televisión Touched by an Angel. 
Se ordenó como ministra en "Understanding Principles for Better Living Church" Iglesia del Entendimiento de los Principios de una Mejor Vida" en Los Ángeles, California.

## Niñez
A la edad de seis años, comenzó a cantar en la iglesia. De esa experiencia, se volvió una ávida cantante de góspel. A los 13 años, fue contratada por el grupo de Mahalia Jackson (música góspel). Con el paso del tiempo formó su propio grupo de góspel llamado Meditation Singers "Cantantes de Meditación". Sin embargo, debido a la muerte de su madre y, por otro lado, a la grave enfermedad de su padre, Della tuvo que interrumpir sus estudios en Wayne State University para trabajar y sostener a su familia.

## Exitosa carrera como cantante
Della fue descubierta por la máxima exponente del góspel Mahalia Jackson. La gran oportunidad de Della se presentó cuando ganó un concurso, que le permitió cantar durante una semana en el conocido bar de Detroit Flame Show. Tanto gustó que se actuación se prolongó durante ocho semanas. A pesar de que sus raíces siempre fueron la música góspel, en esa época recibió la influenciada de grandes músicos del jazz como Ella Fitzgerald, Sarah Vaughn o Billie Holiday. 
En 1953, dio un salto muy grande al firmar con Jubilee Records. Al finalizar ese año, se unió a la orquesta Erskine Hawkins. Su primera grabación para Jubilee fueron canciones como "In the Still of the Night", "I've Got My Love to Keep Me Warm" y "Time after Time". Estas canciones solo indicaban el potencial latente en Reese para tener un gran éxito en la industria discográfica, y las tres canciones no consiguieron entrar en la lista de éxitos de la cartelera. 
En 1957, Della sacó al aire un sencillo llamado "And That Reminds Me". Después de años de intentos, Della finalmente obtuvo un éxito de cartelera con esta canción.  La canción se ubicó en el Top 20 de los éxitos POP para Reese ese año y la grabación tuvo ventas multimillonarias. En 1957, Reese también fue elegida por  Billboard, Cashbox, y varias revistas como La cantante mas prometedora. 
En 1959, Della se cambió de compañía discográfica, esta vez con RCA Records. Ella saca al aire su primer sencillo con esta discográfica "Don't You Know", basado en  "La Bohème" de Puccini.  No obstante, Della hace suya la canción y se convierte en uno de sus más grandes éxitos, alcanzando el número 2 en las listas de POP, inclusive yendo más allá del tope de las carteleras del R&B de ese año (lo cual era entonces llamado "Cartelera de éxitos negros"). Esta canción probablemente es conocida como su canción emblemática. 
Sus éxitos en la industria discográfica no terminan allí. En 1960, lanzó su exitoso sencillo "Not One Minute More". Posteriormente su carrera discográfica pasó a un segundo plano, dando paso a otras actividades. Con sus éxitos anteriores, Della realizó diversas actuaciones en Las Vegas (Nevada) durante nueve años, a la vez que realizaba extensas giras nacionales. A pesar de su trabajo, continuó grabando regularmente en los años sesenta, sencillos y muchos álbumes. Dos de los más significativos fueron "The Classic Della" (1962) y "Waltz with Me, Della" (1963), instrumentales, y como cantante de jazz en "Della Reese Live" (1966), "On Strings of Blue" (1967), y "One of a Kind Reese|One of a Kind]]" (1978).
En 1987, fue nominada a un premio Grammy por la canción "You Gave Me Love" del álbum "Della Reese and Brilliance".
La voz de Della era muy extraña, ya que en 1947 al 1949 era una soprano cuando Mahalia Jackson la recluta para cantar a su lado y conforme fueron pasando los años era evidente el cambio que Della experimentó al cantar Góspel, su voz cada vez se hacía más y más grave llegando a ser una Mezzo-soprano. En 1959 con su sencillo "Don't you know" se consolida como una rotunda Contralto hasta el final de sus días. De esta manera Della no trató de disfrazar su voz por ser mujer, ya que era muy inusual escuchar a una mujer con voz de hombre. 
A partir de 1959 hasta su muerte se deshace de la voz Soprano/Mezzo-soprano para cantar con sentimiento, sutileza, emoción y delicadeza; cuando interpretaba alguna canción parecía una Opera, cuales determinaron la elegancia por la que siempre se caracterizó.

## Carrera como actriz de televisión
En 1969 realizó sus primeras escenas en televisión, protagonizando series de variedades. Un año después, tras concluir la primera temporada de esas series de variedades, consiguió ser la primera mujer de color que actuaba de anfitriona en el programa "The Tonight Show Starring Johnny Carson". 
Reese apareció en muchas películas para Televisión y miniseries incluyendo "The House of Yes", "Sanford and Son" (en la temporada 5, el episodio "Della Della Della" canta la canción "Ease On Down the Road" con "Redd Foxx", y "Roots: The Next Generations"). También apareció regularmente en "Chico y the Man". En 1979, después de grabar una programa de "The Tonight Show Starring Johnny Carson", sufre una neurisma cerebral, que logró superar tras una recuperación completa realizada después de dos operaciones con el famoso neurocirujano Dr. Charles Drake en el University Hospital de London, Ontario.  Este fue el segundo encuentro con la muerte de Rees. Un par de años antes, había cruzado una puerta chapada de vidrio. Se cortó gravemente con el vidrio partido, y requirió más de mil puntos para cerrar sus heridas. Se desangró casi completamente y posteriormente diría que tuvo una experiencia cercana a la muerte en donde vería a su amada madre.
También dio vida al personaje de la madre de B. A. Baracus en the A-team en el episodio "Lease with an option to die". Consecutivamente aparecería en 2 sitcoms, Reese hizo las voces de series animadas como "Scooby-Doo". En 1989, protagonizó junto con Eddie Murphy, Richard Pryor y Arsenio Hall la película "Harlem Nights", en donde hace una escena peleando con Eddie Murphy.  En 1991, ella protagonizó lo opuesto a Redd Foxx en el final del sitcom, "The Royal Family (TV series)". Su muerte detuvo la producción por pocos meses.

## El éxito deTouched by an Angel
Desde 1994-2003, Reese tomó el rol de coprotagonista: Tess en el inspirador drama para la televisión El toque de un Angel.  En donde Reese además canta el tema del show. Su participación en esta serie le dió gran popularidad incluso en audiencias más jóvenes.

## Últimos años
Della Reese anunció en el programna Larry King Live en 2002, que sufría de diabetes tipo-2. Ella ha sido la embajadora de la Asociación Estadounidense de Diabetes, viajando por todo los Estados Unidos para concienciar a la gente sobre esta enfermedad.
En 1983, se casó con Franklin Thomas Lett, Jr., un productor y escritor de conciertos. Ellos tuvieron cuatro hijos: James Barger, Deloreese Owens, Franklin Lett III, y Dominique Lett-Wirtschafter.
En 2005, Reese fue homenajeada por Oprah Winfrey en su "Legends Ball" ceremonia al lado de otras 25 mujeres afroamericanas.

## Discografía

### Sencillos
| Año  | Sencillo                                                | U.S. Pop Singles | U.S. R&B Singles | Álbum                        |
| ---- | ------------------------------------------------------- | ---------------- | ---------------- | ---------------------------- |
| 1957 | "And That Reminds Me"                                   | #12              | -                | And That Reminds Me          |
| 1959 | "Don't You Know" / "Soldier, Won't You Marry Me?"       | #2               | #1               | And That Reminds Me          |
| 1959 | "Sermonette"                                            | #99              | -                | What Do You Know About Love? |
| 1960 | "And Now" / "There's Nothin' Like a Boy"                | -                | -                | -                            |
| 1960 | "Not One Minute More"                                   | #16              | -                | Stereo Oldies                |
| 1960 | "Someday (You'll Want Me to Want You)"                  | #56              | -                | Della                        |
| 1961 | "The Most Beautiful Words"                              | #67              | -                | Della Cha-Cha-Cha            |
| 1961 | "What Do You Think, Joe?" / "Gone"                      | -                | -                | -                            |
| 1965 | "After Loving You"                                      | #95              | -                | The Della Reese Collection   |
| 1966 | "It Was a Very Good Year"                               | #99              | -                | One More Time                |
| 1961 | "As Long As He Needs Me" / "It Makes No Difference Now" | -                | -                | -                            |

### Álbumes selectos
| Año  | Álbum                                               |
| ---- | --------------------------------------------------- |
| 1957 | Melancholy Baby                                     |
| 1958 | Amen                                                |
| 1958 | A Date with Della Reese (At Mr. Kelly's in Chicago) |
| 1959 | And That Reminds Me                                 |
| 1959 | The Story of the Blues                              |
| 1959 | What Do You Know About Love?                        |
| 1960 | Della                                               |
| 1960 | Della By Starlight                                  |
| 1961 | Special Delivery                                    |
| 1961 | Della Della Cha-Cha-Cha                             |
| 1962 | Della Reese On Stage                                |
| 1962 | The Classic Della                                   |
| 1963 | Waltz With Me                                       |
| 1964 | Della Reese At Basin Street East                    |
| 1964 | C'mon y Hear                                        |
| 1965 | I Like It Like Dat!                                 |
| 1966 | Della Reese Live                                    |
| 1967 | One More Time                                       |
| 1967 | On Strings of Blue                                  |
| 1968 | I Gotta Be Me ... This Trip Out                     |
| 1970 | Black Is Beautiful                                  |
| 1975 | Let Me Into Your Life                               |
| 1976 | The ABC Collection                                  |
| 1978 | One of a Kind                                       |
| 1985 | Sure Like Loving You                                |
| 1990 | And Brilliance                                      |
| 1995 | Some of My Best Friends Are the Blues               |
| 1996 | Voice of an Angel                                   |
| 1998 | My Soul Feels Better Right Now                      |
| 1998 | The Della Reese Collection                          |
| 2000 | Sure Like Lovin' You                                |
| 2001 | Legendary Della Reese                               |
| 2002 | Della (Expanded)                                    |
| 2006 | Give It to God                                      |

## Series para la televisión
- Della (1969-1970)
- The Voyage of the Yes (1973)
- Twice in a Lifetime (1974)
- Cop on the Beat (1975)
- Nightmare in Badham County (1976)
- Chico y the Man (cast member from 1976-1978)
- Welcome Back, Kotter (1979) (substitute for Gabe Kaplan)
- It Takes Two (1982-1983)
- The A-Team (22 de octubre de 1985) Lease with an Option to Die, Episode 1410 as B.A. Baracus' mother.
- The Gift of Amazing Grace (1986)
- Charlie & Co. (cast member in 1986)
- The Kid Who Loved Christmas (1990)
- MacGyver (1990-1991)
- The Royal Family (1991-1992)
- You Must Remember This (1992) (voice only)
- Touched by an Angel (1994-2003)
- A Match Made in Heaven (1997)
- Miracle in the Woods (1997)
- Emma's Wish (1998)
- Mama Flora's Family (1998)
- The Secret Path (1999)
- Having Our Say: The Delany Sisters' First 100 Years (1999)
- Anya's Bell (1999)
- The Moving of Sophia Myles (2000)
- That's So Raven (2006)

## Películas para el cine
- Let's Rock (1958)
- Psychic Killer (1975)
- Harlem Nights (1989)
- The Kid Who Loved Christmas (1990)
- The Distinguished Gentleman (1992) (Cameo)
- A Thin Line Between Love y Hate (1996)
- Journey to a Hate Free Millennium (1999) (documentary) (narrator)
- Chasing secrets (1999)
- Dinosaurio (2000) (Voz)
- Beauty Shop (2005)